# Careless Memories
Careless Memories är den andra singeln av Duran Duran, utgiven 20 april 1981. Efter framgången med debutsingeln Planet Earth blev den ett bakslag för gruppen med bara en 37:e plats på engelska singellistan. Senare har låten dock blivit en stor favorit bland gruppens fans, inte minst i livesammanhang. 12"-utgåvan innehåller en coverversion av David Bowies låt Fame.

## Låtlista

### 7" Singel
1. "Careless Memories" – 3:53
2. "Khanada" – 3:17

### 12" Singel
1. "Careless Memories" – 3:53
2. "Fame" – 3:11
3. "Khanada" – 3:17

### CD-singel
(inkluderad i Singles Box Set 1981-1985)
1. "Careless Memories" – 3:44
2. "Khanada" – 3:17
3. "Fame" – 3:11

## Listplaceringar
| Lista (1981)   | Topplacering |
| -------------- | ------------ |
| Storbritannien | 37           |

### Fotnoter
1. ↑  ”Listplacering”. Arkiverad från originalet den 25 maj 2012. https://archive.is/20120525165544/http://www.chartstats.com/release.php?release=9188. Läst 10 september 2011.